# Dreischienengleise in Norwegen

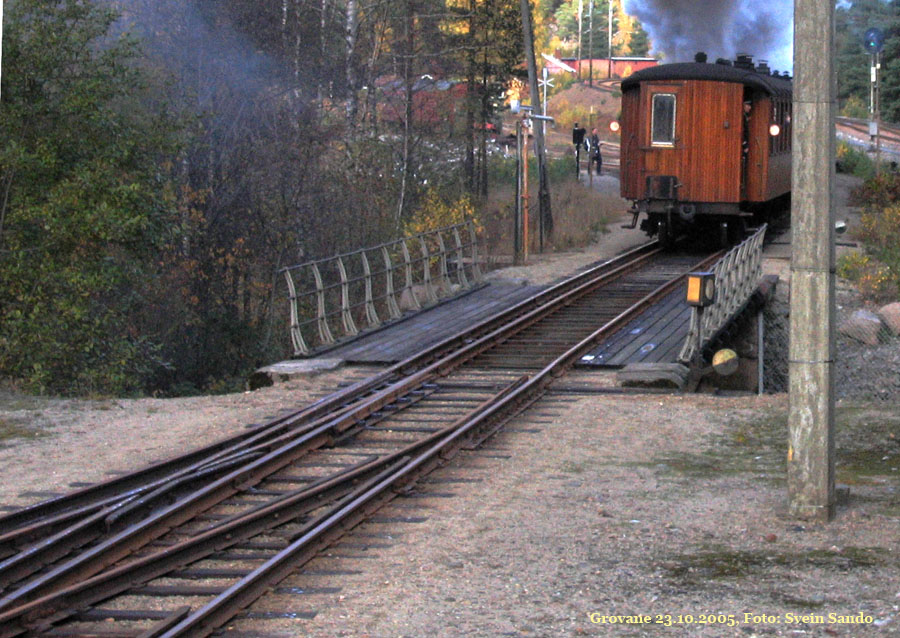
Dreischienengleis und Dreischienenweiche im Bahnhof Grovane

Dreischienengleise in Norwegen entstanden, wo Bahnstrecken mit unterschiedlichen Spurweiten aufeinandertrafen. Die zugehörigen Bahnhöfe werden Spurwechselbahnhöfe genannt. Dort gibt es oftmals Gleisanlagen mit mehreren Schienen, meist sind dies jedoch nur kurze Gleisstücke. Heute ist nurmehr eine derartige Station in Norwegen vorhanden, Grovane nördlich von Kristiansand, wo die Museumsschmalspurbahn Setesdalsbanen mit der Spurweite 1067 mm (Kapspur) auf die normalspurige Bahnstrecke Oslo–Stavanger (Sørlandsbanen) trifft.
Details zu Mehrschienengleisen siehe im entsprechenden Abschnitt:

## Dreischienengleise durch Umspurungsmaßnahmen
Früher gab es in Norwegen eine Vielzahl derartiger Spurwechselbahnhöfe. Ursache war, dass das Staatsbahnnetz von Anfang 1861 an aus Strecken in Schmalspur (1067 mm) und Normalspur (1435 mm) bestand. 1900 hatte die Staatsbahn etwa gleich viele Streckenkilometer in Schmalspur und in Normalspur. 1904 wurde damit begonnen, die Schmalspurbahnen in Normalspurbahnen umzubauen. Diese Umbauten dauerten bis 1949, als Vestfoldbanen als letzte Strecke auf Normalspur umgebaut wurde. Einige Schmalspurbahnen wurden nicht umgebaut, sondern eingestellt und abgebaut.
Da die Umstellung auf Normalspur Zeit in Anspruch nahm, während der die Strecken weiterhin bedient wurden, erfolgte diese abschnittsweise. So wurden während des Umbaues mehrere Spurwechselbahnhöfe für die einzelnen Abschnitte benötigt. Rørosbanen, die erste Stammbahn Norwegens, war die erste Strecke, die von der ursprünglichen Schmalspur auf der gesamten Strecke Hamar–Trondheim auf Normalspur umgebaut wurde. Folgende Tabelle zeigt, wie sich die Lage und Anzahl der Spurwechselbahnhöfe im Laufe der Jahre immer weiter auf der Strecke verschoben:
| Zeitraum  | Spurwechselbahnhof                      | Änderungsursache |
| --------- | --------------------------------------- | --- |
| 1880–1881 | Hamar                                   | normalspurige Hedmarksbanen wurde am 11. Oktober 1880 zwischen Eidsvoll und Hamar eröffnet                                                             |
| 1881–1910 | Hamar, Trondheim                        | normalspurige Meråkerbanen wurde am 17. Oktober 1881 zwischen Trondheim und Storlien eröffnet                                                          |
| 1910–1917 | Hamar, Trondheim, Elverum               | normalspurige Solørbanen wurde zwischen Flisa und Elverum am 4. Dezember 1910 eröffnet                                                                 |
| 1917–1919 | Hamar, Trondheim, Elverum, Rena         | zwischen Elverum und Rena wurde ab 16. November 1917 ein Dreischienengleis in Betrieb genommen                                                         |
| 1919–1921 | Hamar, Trondheim, Elverum, Rena, Støren | zwischen Trondheim und Støren wurde ab 3. September 1919 und zwischen Hamar und Elverum ab 29. November 1919 ein Dreischienengleis in Betrieb genommen |
| 1921–1931 | Hamar, Elverum, Rena, Støren            | normalspuriger Ausbau zwischen Trondheim und Støren |
| 1931–1941 | Koppang, Støren                         | normalspuriger Ausbau zwischen Hamar und Koppang am 7. Oktober 1931                                                                                    |
| 1941–     | —                                       | normalspuriger Ausbau zwischen Koppang und Støren am 5. August 1941                                                                                    |

Die Tabelle enthält zwei Strecken, die über einen längeren Zeitraum mit Dreischienengleisen ausgestattet waren: Hamar–Rena und Trondheim–Støren. Diese Provisorien wurden eingeführt, weil nicht genügend Fahrzeuge in Normalspurausführung vorhanden waren und Güterwagen so zu den Zielbahnhöfen auf dem Streckenabschnitt kommen konnten, ohne umladen zu müssen.
So war beispielsweise die Beförderung von Güterwagen zwischen 1919 und 1921 im Abschnitt Oslo–Løten auf Normalspurgleisen möglich, auch konnten Schmalspurwagen von Trondheim den gesamten Weg über Schmalspurgleise gefahren werden.
Die meisten Dreischienenabschnitte waren während oder unmittelbar nach einem der beiden Weltkriege in Betrieb, da zu diesen Zeiten Mangel an neuen Wagen herrschte.
Die ersten Dreischienengleise lagen zwischen Vippetangen an der Havnebanen und den Industriebetrieben Thunes mekaniske verksted und Skabo jernbanevognfabrik in Skoyen. Diese wurden 1907 (Vippetangen–Vestbanestasjonen) und 1913 (Vestbanestasjonen–Thune/Skabo) errichtet und bestanden bis 1920.
Die folgende Tabelle zeigt sämtliche Dreischienenabschnitte auf den Hauptstrecken der Norges Statsbaner:
| Zeitraum  | Streckenabschnitt  | Bahnstrecke        |
| --------- | ------------------ | ------------------ |
| 1916–1921 | Borgestad–Eikonrød | Vestfoldbanen      |
| 1917–1922 | Oslo V–Sandvika    | Drammenbanen       |
| 1917–1931 | Elverum–Rena       | Rørosbanen         |
| 1918–1922 | Sandvika–Asker     | Drammenbanen       |
| 1918–1921 | Eidanger–Skien G   | Grevskapsbane      |
| 1919–1931 | Hamar–Elverum      | Rørosbanen         |
| 1919–1921 | Trondheim–Støren   | Rørosbanen         |
| 1919–1922 | Asker–Brakerøya    | Gamle Drammenbanen |
| 1919–1923 | Brakerøya–Drammen  | Gamle Drammenbanen |
| 1924–1941 | Eidanger–Oklungen  | Vestfoldbanen      |
| 1941–1944 | Flekkefjord–Sirnes | Flekkefjordbanen   |
| 1943–1944 | Moi–Tronvik        | Flekkefjordbanen   |